# 元朗平原

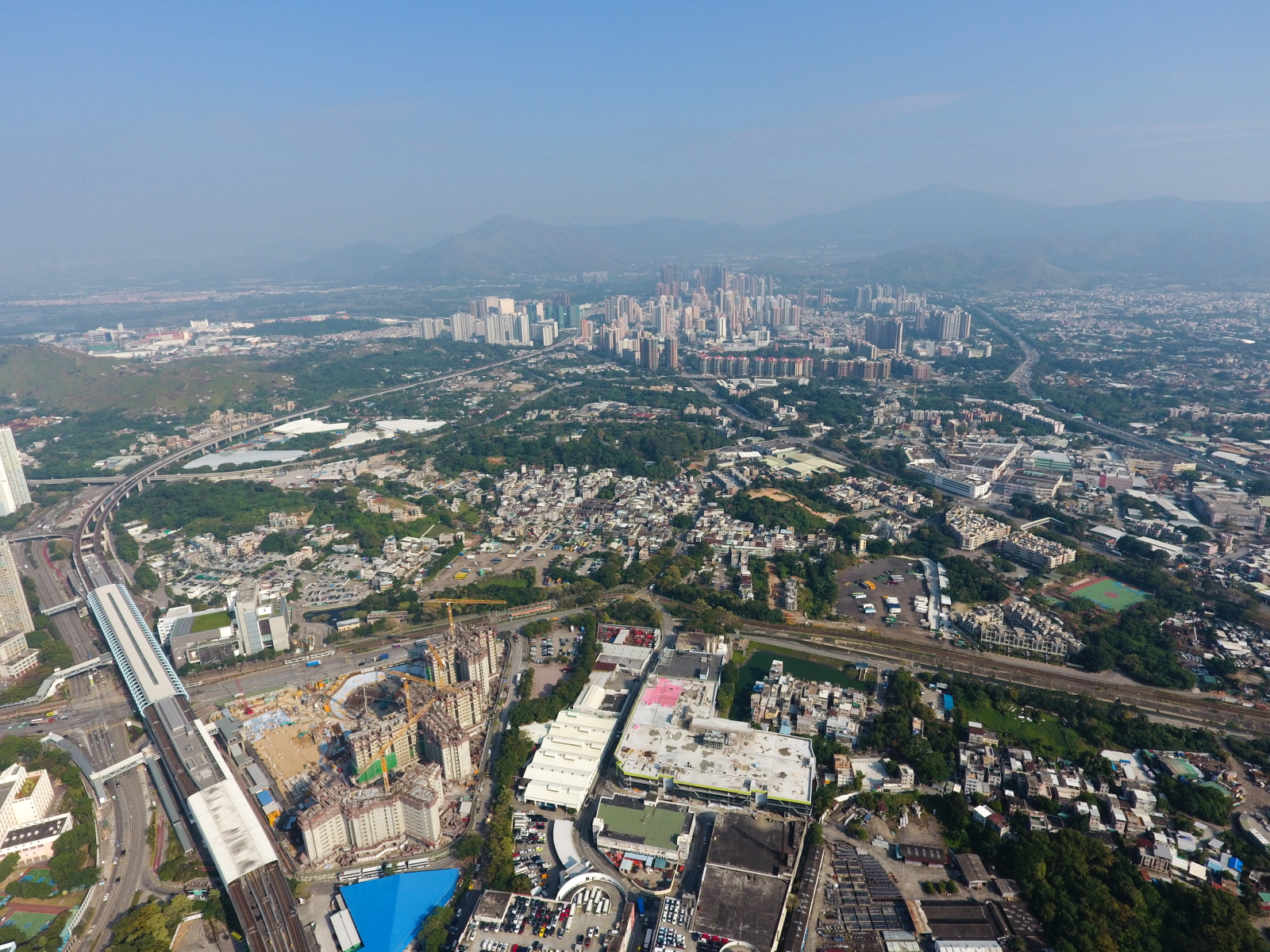
元朗平原

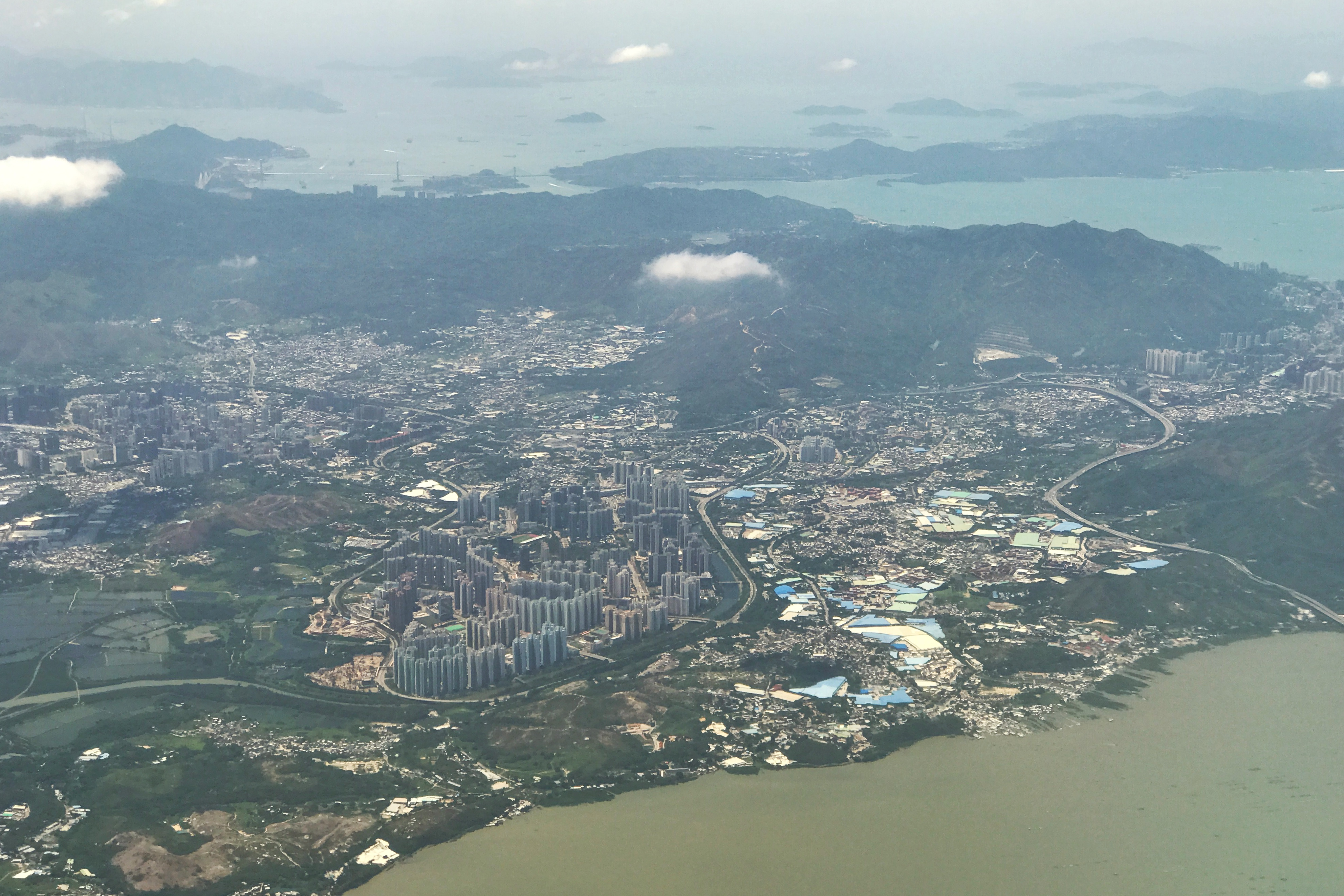
深圳上空から元朗平原を見下ろす

元朗平原（げんろうへいげん, 中国語: 元朗平原, 英語: Yuen Long Plain）は、香港新界北西部の元朗区にある沖積平野である。香港最大の平野であり、唐や宋の時代に形成された。面積は144.3k㎡で、中央の凹頭という山が、平野を元朗と錦田の2地域にわけている。元朗側には、元朗市中心、横洲、髻山、十八郷、凹頭、南生囲、天水囲、流浮山、屏山、洪水橋、廈村、白泥の地域が、錦田側には、新田、落馬洲、米埔、錦田、石崗、八郷の地域が含まれる。
かつては広大な農地や湿地が存在し、元朗は肥沃な氾濫原や干潟の上につくられた町である。現在は部分的に開発され、元朗ニュータウンや天水囲ニュータウンが建設されている。
1979年、工務局の土地測量課が調査した地質図によると、元朗平原は主に第四紀更新世から近代までの表層堆積物と、中生代ジュラ紀の変成堆積岩や火山岩で構成されている。変成岩は、横洲や、屯門から藍地にかけて南北に連なる山地、文錦渡から羅湖までの一帯、古洞から落馬洲までの一帯に分布する。かつて、元朗の大理石は、香港で有名であった。